# Plac Ignacego Daszyńskiego w Opolu
Plac Ignacego Daszyńskiego (do 1945 Friedrichsplatz) – zlokalizowany w centrum Opola plac, na którym znajduje się mały park oraz fontanna, tzw. opolska Ceres. Plac znajduje się w zachodniej części kwartału ulic: Kościuszki, Reymonta, Damrota i Kołłątaja.

## Plac
W opolskim urbarzu z 1594 roku są zapiski nt. terenów obecnego placu: znajdowało się tu pole lub łąka, a w miejscu fontanny miała znajdować się studnia. W 1819 r. teren obecnego placu i okolice (tzw. Przedmieście Krakowskie lub Bytomskie) został włączony w granice miasta, jednak park powstał prawie 100 lat później.
Według podpisu autora, Edmunda Gomansky’ego, fontanna i rzeźby zostały ukończone już w 1907 roku, jeszcze przed wzniesieniem obecnego gmachu sądu i szkoły. Ścieżki wijące się wśród rabat i strzyżonych głogów, lip i kasztanowców, oraz znajdująca się w centrum placu okazała fontanna uczyniły to miejsce szczególnym. Aż do 1945 roku park nosił nazwę Friedriechsplatz. Po wojnie patronem tego miejsca został Ernst Thälmann, na początku lat 90. XX wieku ustąpił on miejsca Ignacemu Daszyńskiemu.
W 1971 roku plac został poddany gruntownej przebudowie: podniesiono niweletę całego terenu o pół metra, dodano schody, murki i gazony, zamiast rabatek utworzono 2 prostokątne trawniki, a resztę wyłożono płytami betonowymi.
W 2007 roku, z okazji 100-lecia placu, skwer miał zostać odnowiony i przebudowany w nawiązaniu do przedwojennego wyglądu, jednak z braku funduszy inwestycję przesunięto na kolejny rok – w lipcu 2008 rozpoczął się gruntowny remont i przebudowa.

## Fontanna
Rzeźby dolne przedstawiają dwóch rybaków z siecią, górnika z kilofem i kobietę ze snopami zboża i kobietę z koszem owoców, symbolizujących opolskie rybactwo, przemysł wapienniczy oraz rolnictwo. Ponad nimi, na kielichowatym postumencie góruje postać Ceres, bogini urodzaju, z dzieckiem na ręku oraz z wrzecionem. Do II wojny światowej wznosił się nad nią ażurowy miedziany baldachim. Fontanna otoczona została cembrowiną, z wyrytą sentencją „DES BÜRGERS TREU MIT FLEISS GEPAART EIN JUNGBORN GUTER DEUTSCHER ART” (Obywatelska wierność z pilnością w parze odmładzającym źródłem dobrej niemieckiej duszy), jednak w latach 70. napis ten został przykryty warstwą tynku. W wyniku konserwacji zabytku przeprowadzonej w 2009 roku odsłonięto ową inskrypcję.